# Dead Set Radio Future
Dead Set Radio Future (stilizzato DEADSET RADIO FUTURE) è un singolo del rapper statunitense ItsOkToCry, pubblicato il 15 novembre 2019 dalla Cleopatra Records e Dimension Gate Music come secondo estratto del secondo album in studio Destroy All Monsters!.
Il nome del brano è un riferimento al videogioco Jet Set Radio Future.

## Antefatti
Il 15 novembre 2019, ItsOkToCry ha pubblicato senza preavviso il brano Dead Set Radio Future come secondo estratto di Destroy All Monsters!.

## Tracce
1. DEADSET RADIO FUTURE – 2:06 (testo: Larry – musica: Youlooktired)

## Formazione

### Musicisti
- ItsOkToCry – voce, testi

### Produzione
- Youlooktired – produzione

## Video musicale
Il 16 novembre 2019, il canale Youtube デーモンAstari ha pubblicato il videoclip ufficiale di Dead Set Radio Future, diretto e editato dallo stesso ItsOkToCry e filmato da Adam Asdel.